# 卡皮特爾縣 (米西奧內斯省)

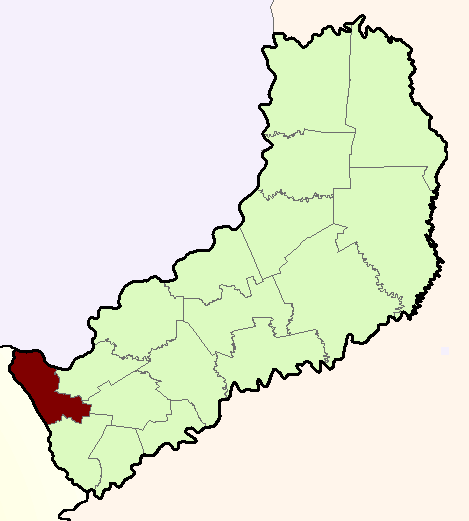

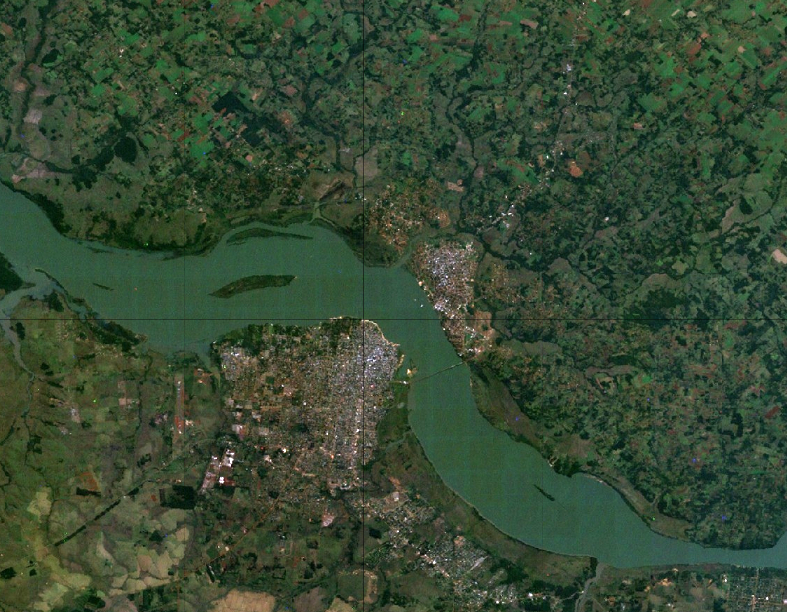

27°21′59″S 55°53′39″W / 27.36639°S 55.89417°W
卡皮特爾縣（西班牙語：Departamento Capital）是阿根廷的縣份，位於該國東北部米西奧內斯省，首府設於波薩達斯，面積965平方公里，2010年人口324,756，人口密度每平方公里336.53人。